# Shenjia
Shenjia (kinesiska: 沈家, 沈家镇) är en köping i Kina. Den ligger i provinsen Heilongjiang, i den nordöstra delen av landet, omkring 39 kilometer norr om provinshuvudstaden Harbin. Antalet invånare är 23 873. Befolkningen består av 11 875 kvinnor och 11 998 män. Barn under 15 år utgör 12,0 %, vuxna 15-64 år 79 %, och äldre över 65 år 7,0 %.
Runt Shenjia är det ganska tätbefolkat, med 248 invånare per kvadratkilometer. Närmaste större samhälle är Hulan, 17,7 km sydväst om Shenjia. Trakten runt Shenjia består till största delen av jordbruksmark.
Genomsnittlig årsnederbörd är 768 millimeter. Den regnigaste månaden är juli, med i genomsnitt 204 mm nederbörd, och den torraste är januari, med 7 mm nederbörd.